# Bainbridge Scott
Bainbridge Scott ist eine US-amerikanische ehemalige Schauspielerin.

## Leben
Sie begann 1986 in dem Kriegsfilm Angel’s Höllenkommando mit dem Schauspiel. Im Folgejahr war sie in der Rolle der Christine Rollins im Actionfilm Death Squad zu sehen. 1988 folgte in Chase – Tödliches Spiel eine Besetzung in der Rolle der Diana Lewis. 1993 und 1994 war sie jeweils in einer Episodenrolle in Mord ist ihr Hobby zu sehen.

## Filmografie
- 1986: Angel’s Höllenkommando (Hell Squad)
- 1987: Death Squad
- 1988: Chase – Tödliches Spiel (Death Chase)
- 1993–1994: Mord ist ihr Hobby (Murder, She Wrote) (Fernsehserie, 2 Episoden)